# Omul cu valize
Omul cu valize (franceză: L'Homme aux valises) este o piesă de teatru scrisă în limba franceză de Eugen Ionescu.  Piesa a fost compusă în anul 1975.  Prima reprezentție a avut loc la Théâtre de l'Atelier în octombrie 1975 fiind pusă în scenă de Jacques Mauclair.